# Morrea
Morrea is een plaats (frazione) in de Italiaanse gemeente San Vincenzo Valle Roveto.